# Cecilia Suárez
Cecilia Suárez (Tampico, Tamaulipas, 1971. november 22. –) mexikói színésznő.

## Élete és pályafutása
1971. november 2-án született Tampicóban. Karrierjét 1997-ben kezdte. 2008-ban a Mujeres asesinas című sorozatban játszott.
2010-ben született egy fia, Osvaldo de León színésztől.

## Filmográfia
- No se si cortarme las venas o dejármelas largas (2013)
- Capadocia (3. évad) (2012) ... La Bambi /Valeria
- El encanto del aguila (2011) ...Carmen Romero Rubio
- El sexo débil (2011)
- Gritos de muerte y libertad (2010) ... Leona Vicario
- Locas de amor (2010) ... Juana Vazquez
- Hidalgo - La historia jamás contada (2010)
- Capadocia (2. évad) (2009) .... La Bambi /Valeria
- Locas de amor (2009) .... Juana Vazquez
- Medium (2009) .... María Vargas
- Cinco días sin Nora (2008).... Bárbara
- Tiempo final (2007)
- Mujeres asesinas (2008) .... Ana, Corrosiva (Ana Figueroa)
- Capadocia (2008) .... La Bambi
- The Air I breathe (2007) .... Allison, la asistente personal de Sorrow
- Boston Legal (2007) .... María Delgadillo
- Párpados azules (2007)... Marina Farfán
- Un mundo maravilloso (2006).... Rosita
- Travesía (2005)
- Los tres entierros de Melquiades Estrada (2005).... Rosa
- Isy (2005)
- Sólo Dios sabe (2005).... Olivia
- Spanglish (2004).... Monica
- Charros (2004)
- Puños rosas (2004).... Alicia
- Dreaming of Julia (2003).... Dulce
- Sin ton ni Sonia (2003).... Renée
- "For the People" (2002) .... Asst. Dist. Atty. Anita López... aka Para la gente.
- ¡Fidel! (2002) (TV).... Celia Sánchez
- Moctezuma's Revenge (2002).... Pilar
- "Lo que callamos las mujeres" - La Lola enamorada (2001) .... Elena
- "Todo por amor" (2000) (TV).... Carmina García Dávila (Mina)
- Sexo, pudor y lágrimas (1999).... Andrea... aka Sex, Shame & Tears
- Todo el poder (1999).... Sofía Aguirre
- Mi pequeña traviesa (1998) .... Pily
- "Casa del naranjo, La" (1998) .... Alicia Olmedo
- Wash and Wear (1998)
- Nic Habana (1997)
- Table Dance (1997)
- "Cuentos para solitarios" (1996)